# 907 Rhoda
Rhoda (asteróide 907) é um asteróide da cintura principal com um diâmetro de 62,73 quilómetros, a 2,3395202 UA. Possui uma excentricidade de 0,1637967 e um período orbital de 1 709,29 dias (4,68 anos).
Rhoda tem uma velocidade orbital média de 17,80677484 km/s e uma inclinação de 19,57368º.
Esse asteróide foi descoberto em 12 de Novembro de 1918 por Max Wolf.